# Black Friday
Black Friday (dall'inglese, Venerdì nero) è il nome informale usato negli Stati Uniti d'America per indicare il venerdì successivo al Giorno del ringraziamento (Thanksgiving day), che si celebra il quarto giovedì di novembre.
Dal 1952, il giorno dopo il Ringraziamento è tradizionalmente considerato negli USA l'inizio della stagione delle compere natalizie e dei relativi saldi, anche se il termine "Black Friday" non è stato ampiamente usato fino ai decenni più recenti.
Merita ricordare che il giorno successivo al Ringraziamento è dedicato ai Nativi d'America, e che in loro onore è stato proclamato festività civile per gli Stati Uniti.

## Origine del nome
In ambito economico, specialmente nei mercati a negoziazione borsistica, l'espressione venerdì nero è il nome che si è dato a giornate eccezionali in cui i prezzi in borsa sono crollati, per certi beni, o per tutto il sistema borsistico in generale, di venerdì. Uno dei primi venerdì nero è quello del crollo del prezzo dell'oro, del 1869 che causò un effetto a catena, su tutta la borsa americana: date le perdite ingenti di quel venerdì, quel giorno fu chiamato venerdì nero. Il Black Friday di oggi, dato che eccezionalmente i prezzi crollano di venerdì, sembra essere un diretto riferimento, seppur gioioso e positivo, al terribile e tragico venerdì nero di un tempo e agli altri venerdì nero susseguitisi.
Per alcuni l'espressione Black Friday sarebbe nata a Filadelfia e deriverebbe dal pesante e congestionato traffico stradale che si sviluppa per l'occasione in quel giorno.
L'origine esatta rimane comunque incerta: secondo altri farebbe invece riferimento alle annotazioni sui libri contabili dei commercianti che passavano dal colore rosso (perdite) al nero (guadagni), per cui il Black Friday indicherebbe un giorno di grandi guadagni per le attività commerciali. Da quel giorno incomincerebbe il periodo dell'anno più proficuo per i rivenditori al dettaglio, capace di portare in attivo i conti delle aziende commerciali.

## Caratteristiche
Le grandi catene commerciali sono solite offrire in questa occasione eccezionali promozioni, al fine di incrementare le proprie vendite; per questo motivo molte persone che desiderano approfittare del Black Friday per fare acquisti presso un negozio fisico, sono disposte a trascorrere la notte precedente accampate fuori dal negozio, in attesa dell'apertura mattutina, al fine di non trovare esaurita l'offerta del prodotto desiderato.
Nel 2013 negli Stati Uniti sono stati spesi in totale 57,4 miliardi di dollari in un solo giorno da più di ottanta milioni di persone: per offrire un paragone è come se l'intera popolazione della Germania fosse andata a fare acquisti nello stesso giorno.
Da alcuni anni Il Black Friday è seguito il lunedì successivo dal Cyber Monday, caratterizzato da grossi sconti relativi principalmente a prodotti tecnologici del settore elettronico, (telefonia, internet, hi fi, televisione, computer, dispositivi digitali ecc.).  In sostanza rappresenta la risposta del commercio elettronico al Black Friday ed è caratterizzato da una massiccia offerta di ribassi esclusivamente tramite internet.

## Episodi di violenza
Nonostante i tentativi di disciplinare le folle di acquirenti, non sono rari lievi infortuni durante le resse per l'accesso ai negozi fisici, a seguito di spinte o cadute. Mentre la maggior parte degli incidenti sono minori, durante alcuni Black Friday si sono registrati infortuni gravi e perfino violenze intenzionali.

## Black Friday in Svizzera
In Svizzera, a partire dal 2007, i primi negozi online hanno iniziato a offrire promozioni per il Black Friday. Dal 2015, Manor è stato il primo grande rivenditore al dettaglio a partecipare all'evento di vendita. In quel giorno, l'azienda ha ottenuto un fatturato tre volte superiore rispetto a un normale venerdì. Nel 2016, molti altri grandi negozi hanno seguito l'esempio di Manor, lanciando anch'essi campagne di sconto. La domanda dei clienti è stata così alta che diversi negozi online sono stati temporaneamente inaccessibili per alcune ore.
Nel 2024, gli esperti del commercio svizzero hanno previsto un fatturato di 470 milioni di franchi durante il Black Friday, di cui circa 120 milioni provenienti dagli acquisti online. Anche se molte aziende hanno registrato record di vendite, gli esperti del settore hanno avvertito sui potenziali effetti economici a lungo termine per il commercio svizzero. La stagione che precede il Natale è già di per sé il periodo con il maggior volume di vendite, e queste campagne di sconto potrebbero ridurre la redditività e aumentare le aspettative dei clienti di trovare offerte speciali prima di Natale.